# Saint-Geniès-des-Mourgues
Pour les articles homonymes, voir Saint-Geniès et Mourgues.
Saint-Geniès-des-Mourgues [sɛ̃ ʒənjɛs de muʁɡ] est une commune française située dans le nord-est du département de l'Hérault, en région Occitanie.
Exposée à un climat méditerranéen, elle est drainée par le canal de Lansargues, le Bérange, le Dardaillon-Ouest, le Valentibus et par deux autres cours d'eau. La commune possède un patrimoine naturel remarquable composé de trois zones naturelles d'intérêt écologique, faunistique et floristique.
Saint-Geniès-des-Mourgues est une commune rurale qui compte 2 112 habitants en 2022, après avoir connu une forte hausse de la population depuis 1962. Elle est dans l'agglomération de Sussargues et fait partie de l'aire d'attraction de Montpellier. Ses habitants sont appelés les Saint-Geniérois et Saint-Geniéroises.

## Géographie

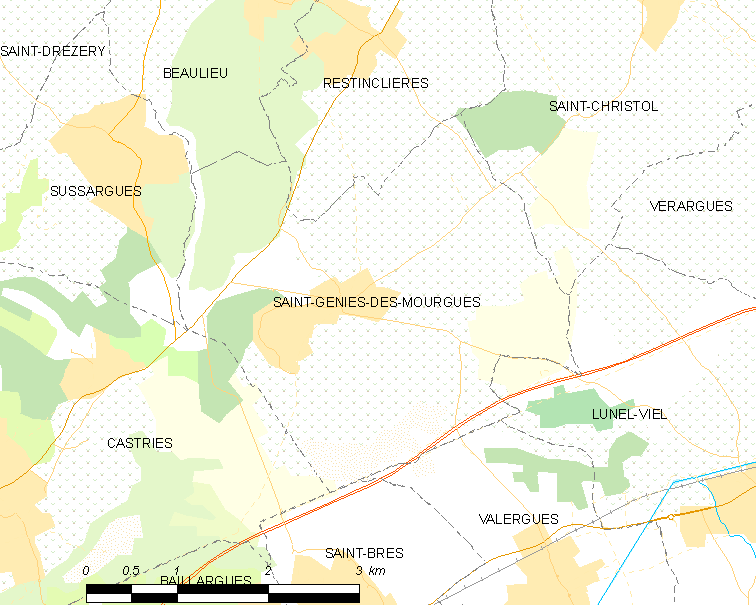
Carte de la commune.

Saint-Geniès-des-Mourgues est située sur l'un des premiers plissements des Cévennes. Le village est situé à 16 kilomètres au nord-est de Montpellier et à 15 kilomètres de la Méditerranée à vol d'oiseau (face à l'étang de l'Or).
L'origine de la commune remonte à l'an 1019 avec la fondation d'une abbaye dédiée à Saint-Geniès. Les Mourgues (nonnes) ont complété le nom du village. Les habitations se sont développées autour de ce monastère dès le XIIIe siècle. Ce monastère est rattaché à l'abbaye de Maguelone en 1236. La vie du village a perduré autour de la viticulture, des carrières, des vergers et de l'élevage de bovins.
La commune est située sur la ligne ferroviaire de Montpellier à Nîmes via Sommières, inaugurée le 30 octobre 1882. Cela permettait l'acheminement de foudres de vin à destination des marchés de Beaucaire, Marseille et vers la Bourgogne. Elle est fermée au trafic voyageurs depuis 1970 et marchandises depuis 1971.
Le village est composé de deux parties. Le centre historique, établi sur une colline, comprend les bâtisses les plus anciennes. Le château et l'église (ancienne abbaye) datent du XIe siècle et sont entourés de maisons de maître en pierre de taille des carrières de Saint-Geniès (pierre de Castries) et de maisons vigneronnes plus récentes. Le deuxième partie, appelée les Mourguettes, est beaucoup plus récente. La construction de ce quartier date de la fin des années 1970. Vient d'être créé[Quand ?] le quartier vigneron qui complète l'offre de logements sociaux intégrés, déjà présente avec le quartier des Cagnettes. Saint-Geniès-des-Mourgues bénéficie du calme de par son isolement relatif mais aussi de la proximité de Montpellier grâce aux voies d’accès comme la nationale 110 au nord et 113 au sud.
Le village, rattaché à Montpellier Agglomération, est ancré dans la tradition camarguaise, dans celle du vin et de la pierre. La fête votive de la Saint-Louis (fin août) met en avant la tradition avec des courses camarguaises, des abrivados, bandidos et des jeux taurins ouverts à tous.

### Communes limitrophes
| Sussargues | Beaulieu, Restinclières   |                             |
| Castries   | Saint-Geniès-des-Mourgues | Saint-Christol, Lunel-Vieil |
|            | Valergues, Saint-Brès     |                             |

### Climat
Pour des articles plus généraux, voir Climat de l'Occitanie et Climat de l'Hérault.
En 2010, le climat de la commune est de type climat méditerranéen franc, selon une étude s'appuyant sur une série de données couvrant la période 1971-2000. En 2020, Météo-France publie une typologie des climats de la France métropolitaine dans laquelle la commune est exposée à un climat méditerranéen et est dans la région climatique  Provence, Languedoc-Roussillon, caractérisée par une pluviométrie faible en été, un très bon ensoleillement (2 600 h/an), un été chaud (21,5 °C), un air très sec en été, sec en toutes saisons, des vents forts (fréquence de 40 à 50 % de vents > 5 m/s) et peu de brouillards.
Pour la période 1971-2000, la température annuelle moyenne est de 14,2 °C, avec une amplitude thermique annuelle de 17 °C. Le cumul annuel moyen de précipitations est de 730 mm, avec 6 jours de précipitations en janvier et 2,7 jours en juillet. Pour la période 1991-2020, la température moyenne annuelle observée sur la station météorologique la plus proche, située sur la commune de Entre-Vignes à 5 km à vol d'oiseau, est de 0,0 °C et le cumul annuel moyen de précipitations est de 0,0 mm,. Pour l'avenir, les paramètres climatiques de la commune estimés pour 2050 selon différents scénarios d'émission de gaz à effet de serre sont consultables sur un site dédié publié par Météo-France en novembre 2022.

### Milieux naturels et biodiversité

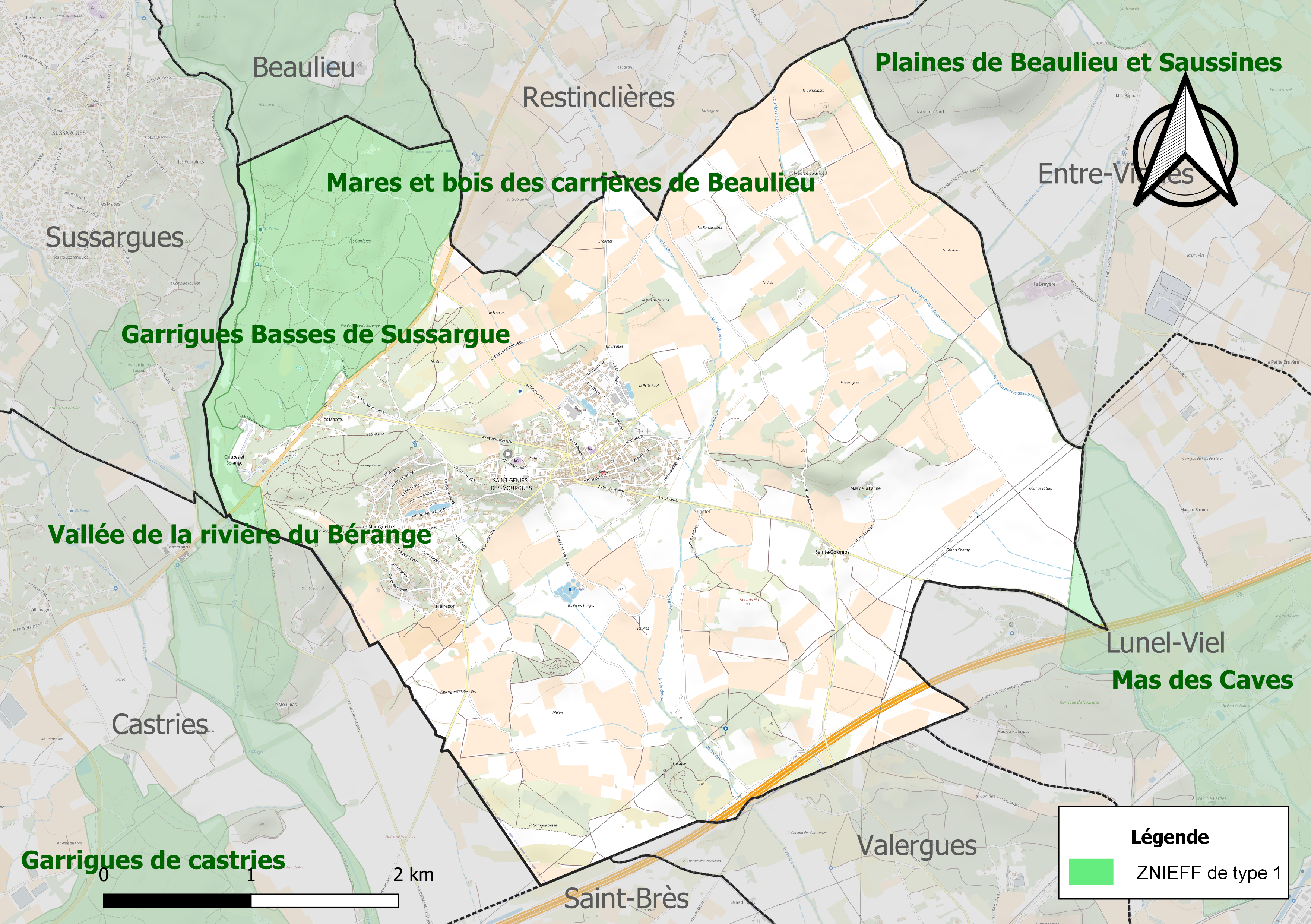
Carte des ZNIEFF de type 1 localisées sur la commune.

L’inventaire des zones naturelles d'intérêt écologique, faunistique et floristique (ZNIEFF) a pour objectif de réaliser une couverture des zones les plus intéressantes sur le plan écologique, essentiellement dans la perspective d’améliorer la connaissance du patrimoine naturel national et de fournir aux différents décideurs un outil d’aide à la prise en compte de l’environnement dans l’aménagement du territoire.
Trois ZNIEFF de type 1 sont recensées sur la commune :
- les « mares et bois des carrières de Beaulieu » (260 ha), couvrant deux communes du département[9] ;
- les « Mas des Caves » (231 ha), couvrant deux communes du département[10] ;
- la « vallée de la rivière du Bérange » (99 ha), couvrant quatre communes du département[11].

## Urbanisme

### Typologie
Au 1er janvier 2024, Saint-Geniès-des-Mourgues est catégorisée bourg rural, selon la nouvelle grille communale de densité à sept niveaux définie par l'Insee en 2022.
Elle appartient à l'unité urbaine de Sussargues, une agglomération intra-départementale regroupant deux  communes, dont elle est une commune de la banlieue,,. Par ailleurs la commune fait partie de l'aire d'attraction de Montpellier, dont elle est une commune de la couronne,. Cette aire, qui regroupe 161 communes, est catégorisée dans les aires de 700 000 habitants ou plus (hors Paris),.

### Occupation des sols
L'occupation des sols de la commune, telle qu'elle ressort de la base de données européenne d’occupation biophysique des sols Corine Land Cover (CLC), est marquée par l'importance des territoires agricoles (78,8 % en 2018), une proportion sensiblement équivalente à celle de 1990 (78,4 %). La répartition détaillée en 2018 est la suivante : 
cultures permanentes (57 %), zones agricoles hétérogènes (12,7 %), milieux à végétation arbustive et/ou herbacée (9,9 %), zones urbanisées (8,1 %), terres arables (8,1 %), forêts (3,1 %), prairies (1 %). L'évolution de l’occupation des sols de la commune et de ses infrastructures peut être observée sur les différentes représentations cartographiques du territoire : la carte de Cassini (XVIIIe siècle), la carte d'état-major (1820-1866) et les cartes ou photos aériennes de l'IGN pour la période actuelle (1950 à aujourd'hui).

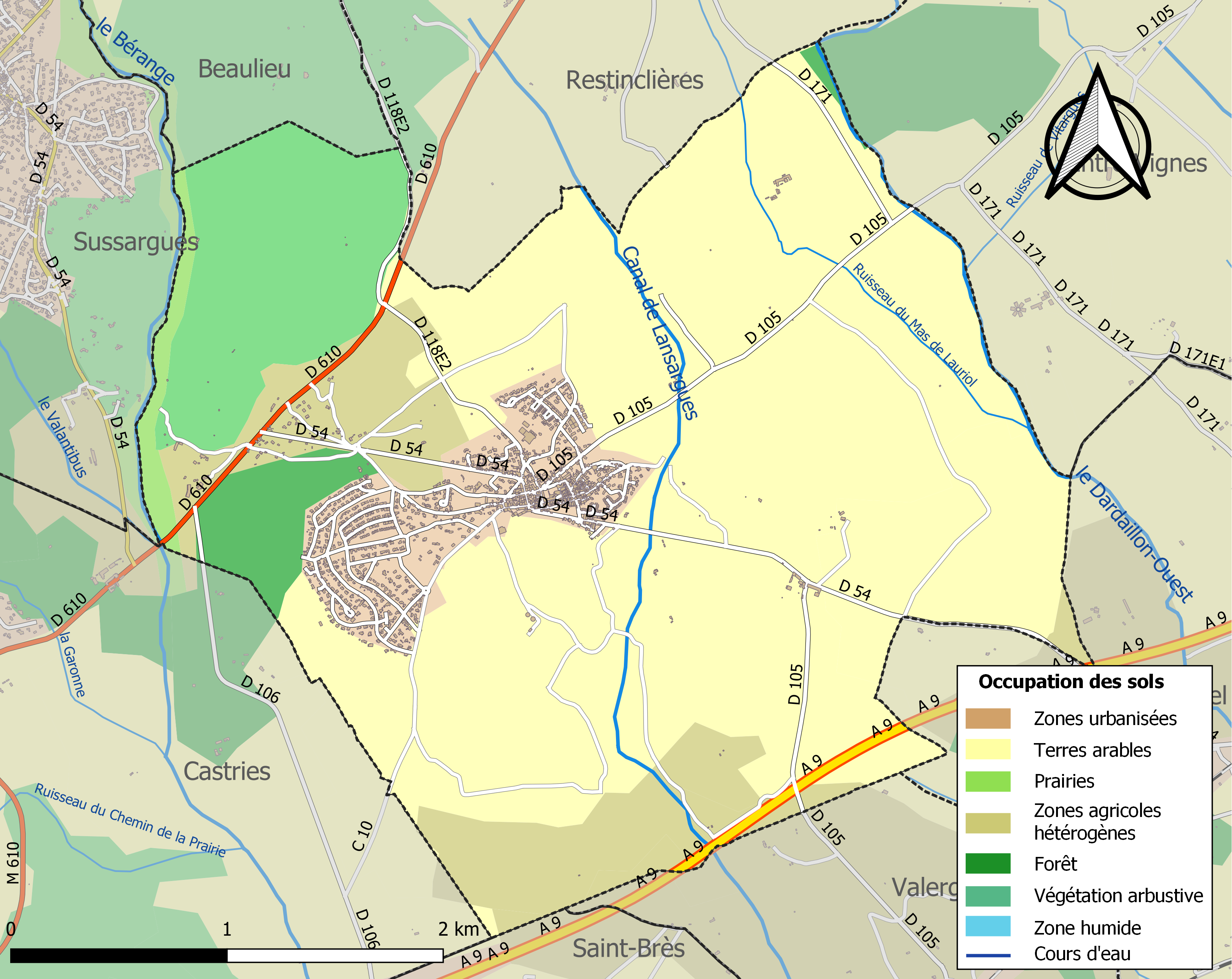
Carte des infrastructures et de l'occupation des sols de la commune en 2018 (CLC).

### Risques majeurs
Le territoire de la commune de Saint-Geniès-des-Mourgues est vulnérable à différents aléas naturels : météorologiques (tempête, orage, neige, grand froid, canicule ou sécheresse), inondations, feux de forêts et séisme (sismicité faible). Il est également exposé à un risque technologique, le transport de matières dangereuses. Un site publié par le BRGM permet d'évaluer simplement et rapidement les risques d'un bien localisé soit par son adresse soit par le numéro de sa parcelle.

#### Risques naturels
Certaines parties du territoire communal sont susceptibles d’être affectées par le risque d’inondation par débordement de cours d'eau, notamment le Bérange, le canal de Lansargues et le Dardaillon-Ouest. La commune a été reconnue en état de catastrophe naturelle au titre des dommages causés par les inondations et coulées de boue survenues en 1982, 1987, 2003, 2014 et 2015,.
Saint-Geniès-des-Mourgues est exposée au risque de feu de forêt. Un plan départemental de protection des forêts contre les incendies (PDPFCI) a été approuvé en juin 2013 et court jusqu'en 2022, où il doit être renouvelé. Les mesures individuelles de prévention contre les incendies sont précisées par deux arrêtés préfectoraux et s’appliquent dans les zones exposées aux incendies de forêt et à moins de 200 mètres de celles-ci. L’arrêté du 25 avril 2002 réglemente l'emploi du feu en interdisant notamment d’apporter du feu, de fumer et de jeter des mégots de cigarette dans les espaces sensibles et sur les voies qui les traversent sous peine de sanctions. L'arrêté du 11 mars 2013 rend le débroussaillement obligatoire, incombant au propriétaire ou ayant droit,.

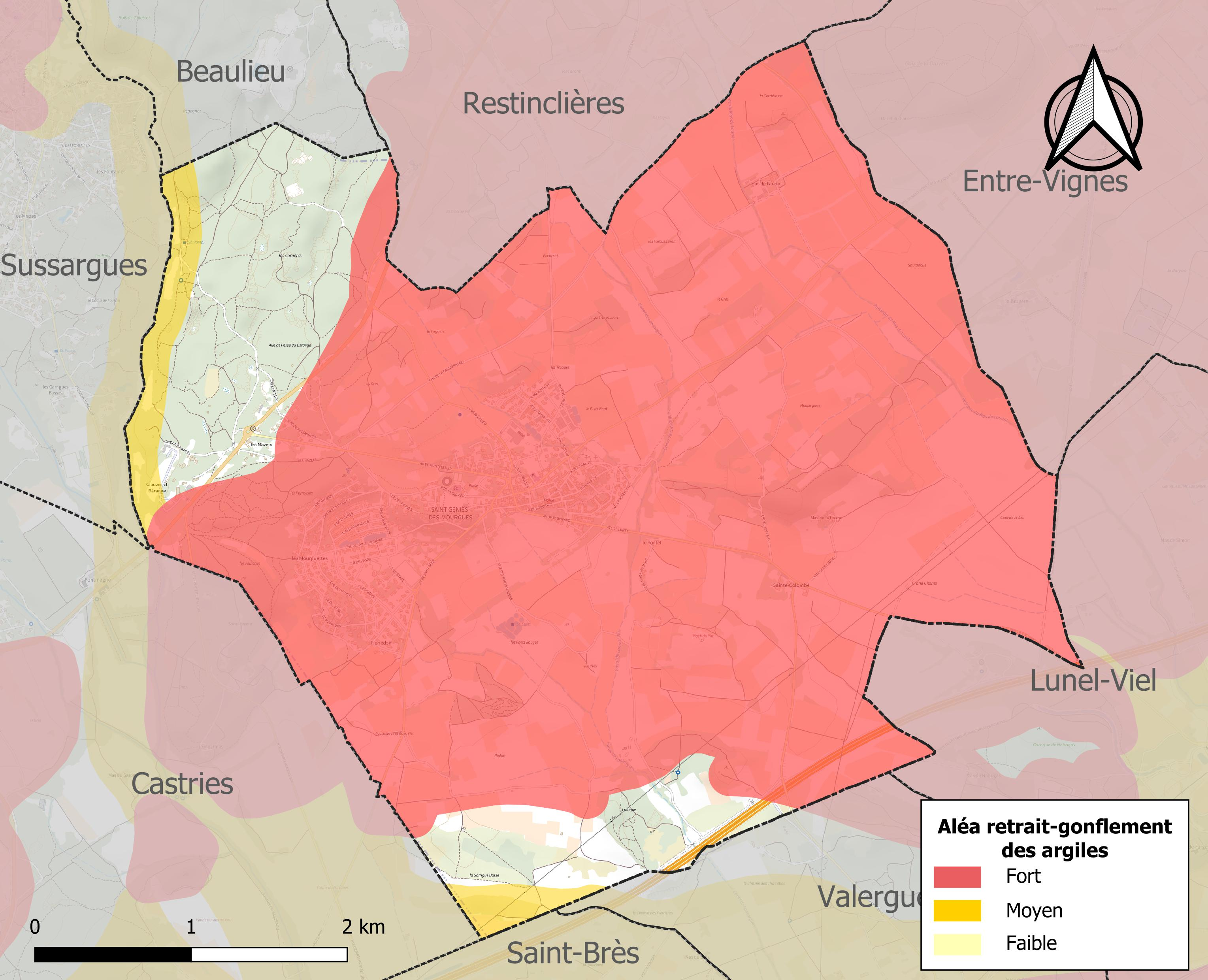
Carte des zones d'aléa retrait-gonflement des sols argileux de Saint-Geniès-des-Mourgues.

Le retrait-gonflement des sols argileux est susceptible d'engendrer des dommages importants aux bâtiments en cas d’alternance de périodes de sécheresse et de pluie. 85,1 % de la superficie communale est en aléa moyen ou fort (59,3 % au niveau départemental et 48,5 % au niveau national). Sur les 788 bâtiments dénombrés sur la commune en 2019, 772 sont en aléa moyen ou fort, soit 98 %, à comparer aux 85 % au niveau départemental et 54 % au niveau national. Une cartographie de l'exposition du territoire national au retrait gonflement des sols argileux est disponible sur le site du BRGM,.
Par ailleurs, afin de mieux appréhender le risque d’affaissement de terrain, l'inventaire national des cavités souterraines permet de localiser celles situées sur la commune.

#### Risques technologiques
Le risque de transport de matières dangereuses sur la commune est lié à sa traversée par des infrastructures routières ou ferroviaires importantes ou la présence d'une canalisation de transport d'hydrocarbures. Un accident se produisant sur de telles infrastructures est susceptible d’avoir des effets graves sur les biens, les personnes ou l'environnement, selon la nature du matériau transporté. Des dispositions d’urbanisme peuvent être préconisées en conséquence.

## Toponymie
Ses habitants sont appelés les Saint-Geniérois.
La commune se nomme en occitan Sant Ginièis de las Morgas[réf. nécessaire].

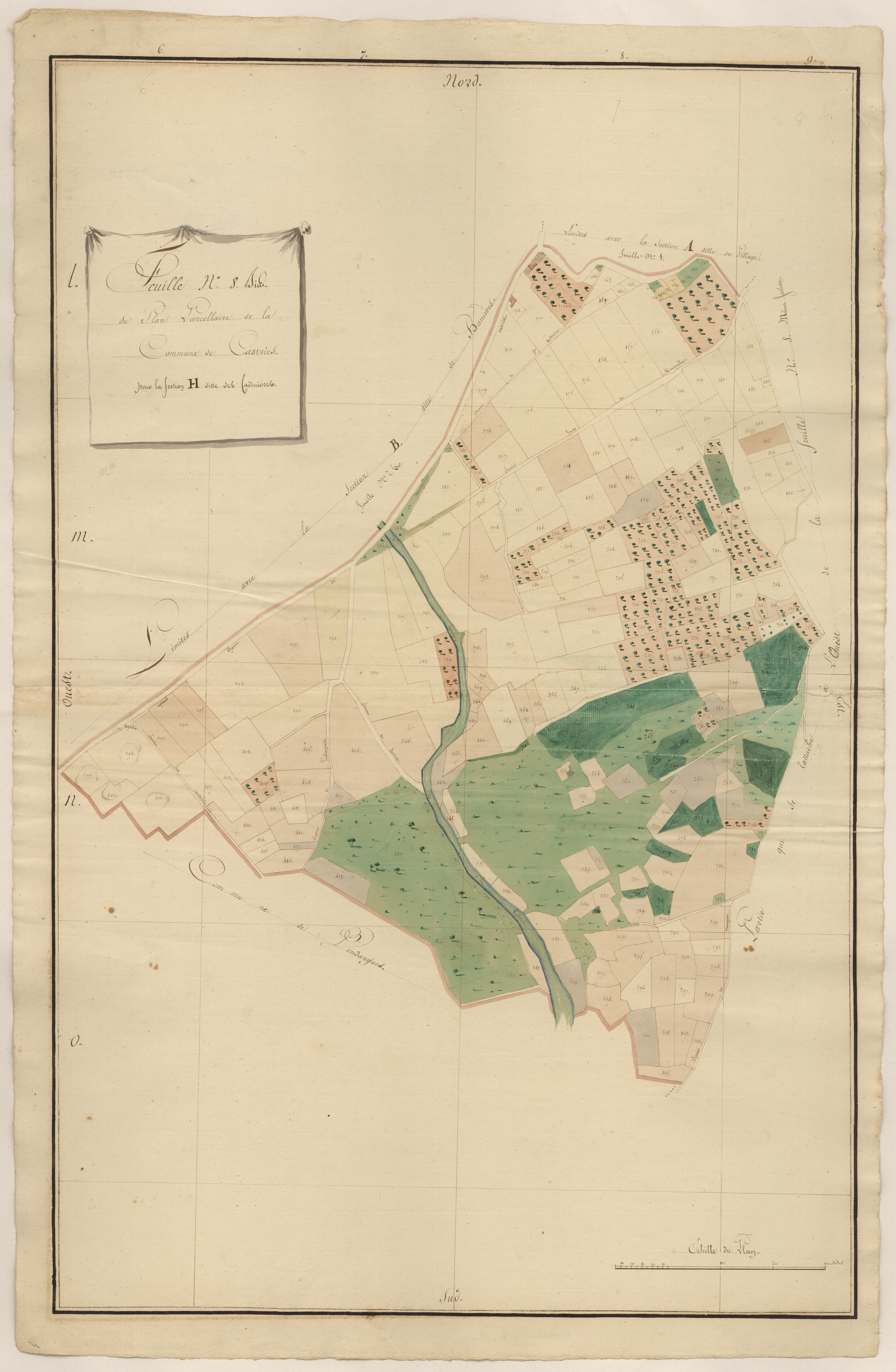
Cadastre napoléonien : plan de la section B (1809).

## Histoire
Dans l'Antiquité, il existe une villa romaine, Marcianicus.
Sous les Carolingiens, le territoire fait partie de la seigneurie Carus-Locus, où un des seigneurs fonde, en 1019, un monastère bénédictin féminin dédiée à saint Geniès, martyr d'Arles. « Morgas » désignant les religieuses en occitan, le village qui se développe prend le nom de Saint-Geniès des Mourgues.
En 1200, l'abbesse obtient du comte de Toulouse le droit de suzeraineté sur les habitants du village.
Endommagé en 1622 par les troupes protestantes du duc de Rohan, le monastère est restauré à partir de 1636 sur l'ordre du roi de France Louis XIII, avec installation de la première cloche en 1649 et fin des travaux en 1677. En 1736, le monastère obtient le rang d'abbaye avant d'être vendu à la Révolution française comme bien national.
Le 21 septembre 1894, Saint-Geniès prend le nom de Saint-Geniès-des-Mourgues.

## Politique et administration

### Liste des maires
| Période       | Période                       | Identité                                       | Étiquette | Qualité |
| ------------- | ----------------------------- | ---------------------------------------------- | --------- | --- |
| ?             | ?                             | Antonin Coulougnon                             |           | Propriétaire |
| décembre 1919 | 26 octobre 1941               | Paul Coulougnon (1888-1974, fils du précédent) | SFIO      | Viticulteur, conseiller d'arrondissement de Castries (1931 → 1937) Révoqué par le régime de Vichy                                    |
| mai 1945      | 14 mars 1971                  | Paul Coulougnon (1888-1974)                    | SFIO      | Viticulteur, ancien conseiller d'arrondissement de Castries (1931 → 1937) Président du Comité local de Libération (1944)             |
| 14 mars 1971  | 11 juin 1995                  | Jean Farrusseng                                |           | Maire honoraire |
| 11 juin 1995  | En cours (au 28 janvier 2022) | Yvon Pellet                                    | DVG       | Retraité du secteur bancaire Conseiller départemental du Crès (depuis 2015) 9e vice-président du conseil départemental (depuis 2021) |

## Démographie
L'évolution du nombre d'habitants est connue à travers les recensements de la population effectués dans la commune depuis 1793. Pour les communes de moins de 10 000 habitants, une enquête de recensement portant sur toute la population est réalisée tous les cinq ans, les populations de référence des années intermédiaires étant quant à elles estimées par interpolation ou extrapolation. Pour la commune, le premier recensement exhaustif entrant dans le cadre du nouveau dispositif a été réalisé en 2007.

En 2022, la commune comptait 2 112 habitants, en évolution de +13,24 % par rapport à 2016 (Hérault : +7,49 %, France hors Mayotte : +2,11 %).
| 1793 | 1800 | 1806 | 1821 | 1831 | 1836 | 1841 | 1846 | 1851 |
| ---- | ---- | ---- | ---- | ---- | ---- | ---- | ---- | ---- |
| 347  | 328  | 378  | 450  | 500  | 550  | 603  | 612  | 600  |

| 1856 | 1861 | 1866 | 1872 | 1876 | 1881 | 1886 | 1891 | 1896 |
| ---- | ---- | ---- | ---- | ---- | ---- | ---- | ---- | ---- |
| 641  | 674  | 751  | 819  | 812  | 809  | 749  | 748  | 790  |

| 1901 | 1906 | 1911 | 1921 | 1926 | 1931 | 1936 | 1946 | 1954 |
| ---- | ---- | ---- | ---- | ---- | ---- | ---- | ---- | ---- |
| 860  | 874  | 824  | 870  | 850  | 793  | 741  | 595  | 624  |

| 1962 | 1968 | 1975 | 1982  | 1990  | 1999  | 2006  | 2007  | 2012  |
| ---- | ---- | ---- | ----- | ----- | ----- | ----- | ----- | ----- |
| 694  | 862  | 834  | 1 112 | 1 415 | 1 509 | 1 596 | 1 609 | 1 833 |

| 2017  | 2022  | - | - | - | - | - | - | - |
| ----- | ----- | - | - | - | - | - | - | - |
| 1 876 | 2 112 | - | - | - | - | - | - | - |

## Économie

### Revenus
En 2018, la commune compte 843 ménages fiscaux, regroupant 2 100 personnes. La médiane du revenu disponible par unité de consommation est de 25 320 € (20 330 € dans le département). 62 % des ménages fiscaux sont imposés (45,8 % dans le département).

### Emploi
|                | 2008   | 2013   | 2018  |
| -------------- | ------ | ------ | ----- |
| Commune        | 6,2 %  | 6,8 %  | 7,3 % |
| Département    | 10,1 % | 11,9 % | 12 %  |
| France entière | 8,3 %  | 10 %   | 10 %  |

En 2018, la population âgée de 15 à 64 ans s'élève à 1 242 personnes, parmi lesquelles on compte 79,3 % d'actifs (72,1 % ayant un emploi et 7,3 % de chômeurs) et 20,7 % d'inactifs,. Depuis 2008, le taux de chômage communal (au sens du recensement) des 15-64 ans est inférieur à celui de la France et du département.
La commune fait partie de la couronne de l'aire d'attraction de Montpellier, du fait qu'au moins 15 % des actifs travaillent dans le pôle,. Elle compte 237 emplois en 2018, contre 235 en 2013 et 207 en 2008. Le nombre d'actifs ayant un emploi résidant dans la commune est de 907, soit un indicateur de concentration d'emploi de 26,1 % et un taux d'activité parmi les 15 ans ou plus de 62,5 %.
Sur ces 907 actifs de 15 ans ou plus ayant un emploi, 153 travaillent dans la commune, soit 17 % des habitants. Pour se rendre au travail, 88,8 % des habitants utilisent un véhicule personnel ou de fonction à quatre roues, 4 % les transports en commun, 3,2 % s'y rendent en deux-roues, à vélo ou à pied et 3,9 % n'ont pas besoin de transport (travail au domicile).

### Activités hors agriculture

#### Secteurs d'activités
160 établissements sont implantés  à Saint-Geniès-des-Mourgues au 31 décembre 2019. Le tableau ci-dessous en détaille le nombre par secteur d'activité et compare les ratios avec ceux du département,.
| Secteur d'activité                                                                                        | Commune | Commune | Département |
| Secteur d'activité                                                                                        | Nombre  | %       | %           |
| --- | ------- | ------- | ----------- |
| Ensemble                                                                                                  | 160     | 100 %   | (100 %)     |
| Industrie manufacturière, industries extractives et autres                                                | 12      | 7,5 %   | (6,7 %)     |
| Construction                                                                                              | 22      | 13,8 %  | (14,1 %)    |
| Commerce de gros et de détail, transports, hébergement et restauration                                    | 27      | 16,9 %  | (28 %)      |
| Information et communication                                                                              | 8       | 5 %     | (3,3 %)     |
| Activités financières et d'assurance                                                                      | 4       | 2,5 %   | (3,2 %)     |
| Activités immobilières                                                                                    | 9       | 5,6 %   | (5,3 %)     |
| Activités spécialisées, scientifiques et techniques et activités de services administratifs et de soutien | 27      | 16,9 %  | (17,1 %)    |
| Administration publique, enseignement, santé humaine et action sociale                                    | 33      | 20,6 %  | (14,2 %)    |
| Autres activités de services                                                                              | 18      | 11,3 %  | (8,1 %)     |

Le secteur de l'administration publique, l'enseignement, la santé humaine et l'action sociale est prépondérant sur la commune puisqu'il représente 20,6 % du nombre total d'établissements de la commune (33 sur les 160 entreprises implantées  à Saint-Geniès-des-Mourgues), contre 14,2 % au niveau départemental.

#### Entreprises et commerces
Les cinq entreprises ayant leur siège social sur le territoire communal qui génèrent le plus de chiffre d'affaires en 2020 sont : 
- Institut Qualice Minceur, vente à distance sur catalogue spécialisé (1 188 k€) ;
- Institut Thinness Concept, vente à distance sur catalogue spécialisé (953 k€) ;
- Stecis Group, activités des sociétés holding (831 k€) ;
- Mediterraneenne De Travaux Du Batiment - SMTB, travaux de maçonnerie générale et gros œuvre de bâtiment (798 k€) ;
- LN Holding, activités des sociétés holding (76 k€).

### Agriculture
La commune est dans le « Soubergues », une petite région agricole occupant le nord-est du département de l'Hérault. En 2020, l'orientation technico-économique de l'agriculture  sur la commune est la viticulture.
|               | 1988 | 2000 | 2010 | 2020 |
| ------------- | ---- | ---- | ---- | ---- |
| Exploitations | 117  | 86   | 54   | 21   |
| SAU (ha)      | 757  | 707  | 517  | 535  |

Le nombre d'exploitations agricoles en activité et ayant leur siège dans la commune est passé de 117 lors du recensement agricole de 1988  à 86 en 2000 puis à 54 en 2010 et enfin à 21 en 2020, soit une baisse de 82 % en 32 ans. Le même mouvement est observé à l'échelle du département qui a perdu pendant cette période 67 % de ses exploitations,. La surface agricole utilisée sur la commune a également diminué, passant de 757 ha en 1988 à 535 ha en 2020. Parallèlement la surface agricole utilisée moyenne par exploitation a augmenté, passant de 6 à 25 ha.

## Culture locale et patrimoine

### Lieux et monuments
- Les carrières de Saint-Geniès : sentier didactique.
- L'église abbatiale Saint-Geniès (XIe siècle) de style roman. Elle fut en partie détruite à l'époque moderne et restaurée au XVIIe siècle, à l'exception de la tour du clocher. En 1841, celle-ci est rebâtie, puis élevée d'un campanile en fer en forme de flèche culminant à environ 25 mètres doté d'une horloge et d'une grosse cloche[21].
- La route des vins de l'Agglomération de Montpellier. Le caveau de dégustation des vignerons.
- Les arènes, où se déroulent des courses camarguaises notamment pour la fête du village à la Saint-Louis.
- L'ancienne gare de type « 3 travées PLM », propriété privée, contrairement à ses voisines de Boisseron, Saint-Christol ou encore Castries. Édifiée de 1881 à 1882, inaugurée au trafic en même temps que la ligne de la Vaunage (Nîmes − Sommières), la ligne permettait de relier Sommières à Montpellier via Le Crès. Elle fut définitivement fermée au trafic en 1969-1970 et ses rails déposés en 1980.

Vues aériennes
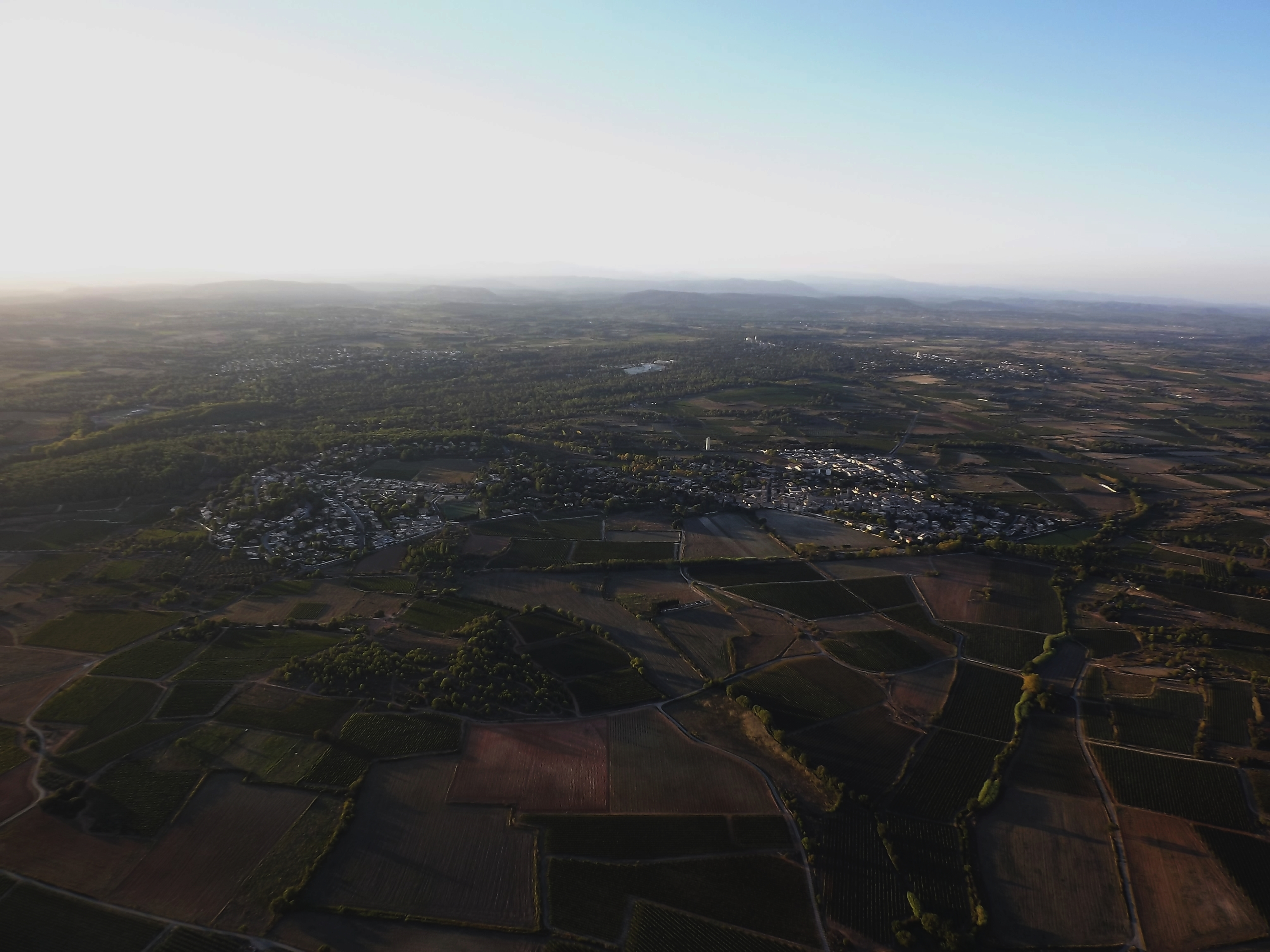
Vue générale.
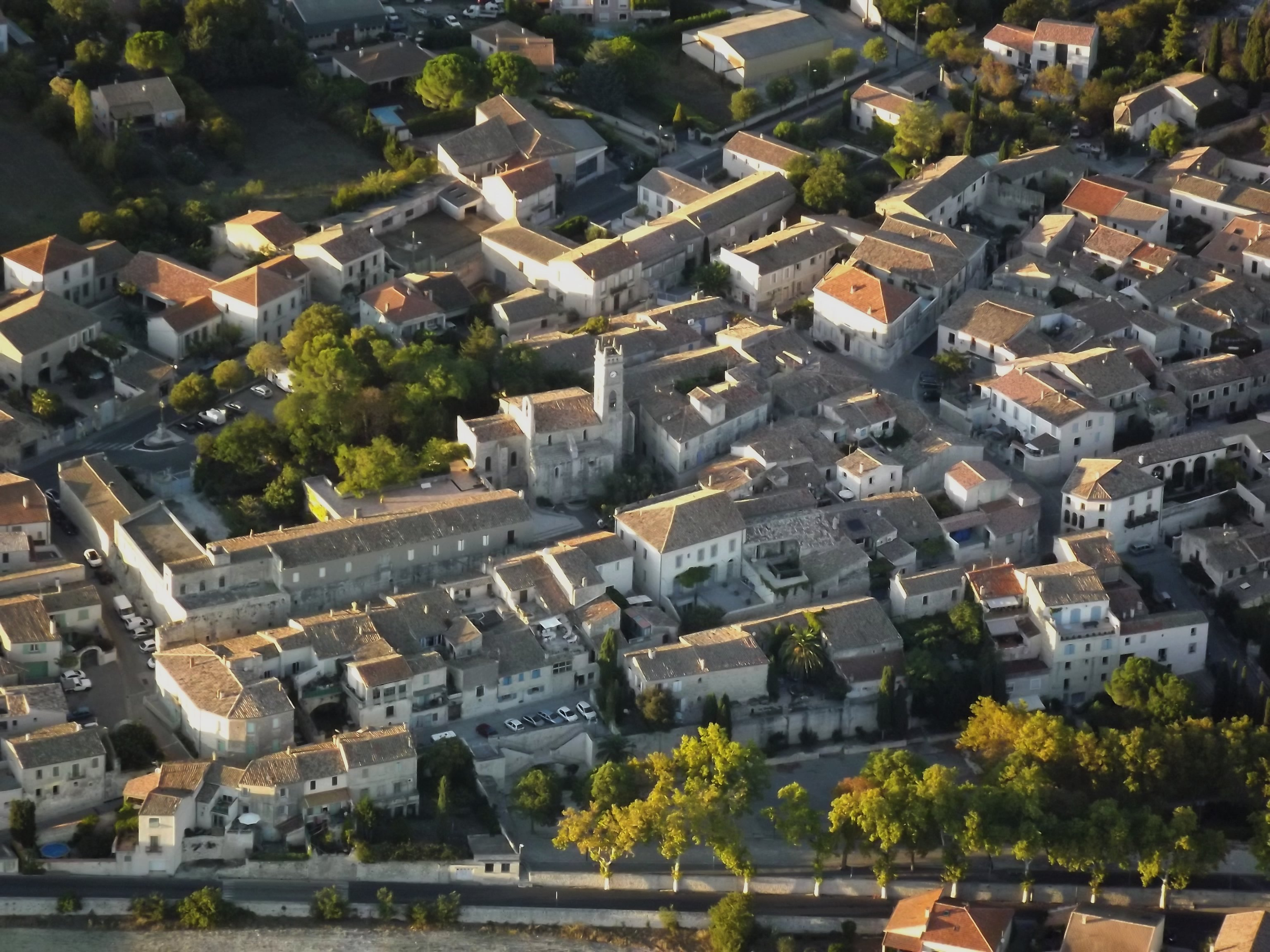
Cœur de village.

### Héraldique
|  | Les armoiries de Saint-Geniès-des-Mourgues se blasonnent : « D'or à Saint Geniès martyr de carnation habillé de gueules tenant en sa main une palme de sinople, au franc-quartier d'azur chargé d'une crosse épiscopale d'argent accostée des lettres capitales d'or S à dextre et G à senestre ». |

### Personnalités liées à la commune
- Albert Ayme (1920-2012), peintre, sculpteur, né à Saint-Geniès-des-Mourgues.